# Joseph Banks Rhine
Joseph Banks Rhine (1895-1980) est l'un des premiers scientifiques à avoir utilisé la statistique pour étudier les perceptions extra-sensorielles et la psychokinèse. Il était professeur à l'Université Duke, à Durham en Caroline du Nord, où la plupart de ses recherches ont été effectuées dans le domaine de la parapsychologie ; il est l'inventeur du terme ESP (Extra sensory perception, en français PES). Bien que peu reconnu par la communauté scientifique, Rhine a néanmoins œuvré pour que la parapsychologie devienne un domaine d'étude légitime.

## Biographie
Rhine obtient son master's degree en 1923 à l'université de Chicago, puis son PhD en 1925, tous deux en botanique. En 1927, il rejoint William McDougall à l'université Duke et entame ses recherches dans ce qu'il appellera la parapsychologie. Il est alors convaincu que Lady Wonder, un cheval qui « répond » à des questions en déplaçant des blocs alphabétiques pour enfants, possède des dons d'ESP ; le magicien Milbourne Christopher démontre plus tard qu'il s'agit d'un simple tour de foire. Rhine ouvre son propre laboratoire à Duke en 1934. En 1937, après que le Journal of General Psychology ait rejeté un de ses articles pour « propagandisme », il fonde le Journal of Parapsychology et en devient codirecteur. Il fonde également la Parapsychological Association (Association parapsychologique).
En 1940, il envoie une copie de son livre Extra-Sensory Perception à Carl Jung et commence une correspondance régulière avec lui.
À sa retraite, l'université Duke décide de fermer son laboratoire. Afin que son œuvre soit poursuivie, il fonde la "Fondation pour la recherche sur la nature de l'homme", (ou FRNM), qui deviendra le Centre de recherche Rhine (Rhine Research Center (en)). En 1969, grâce à ses efforts, la Parapsychological Association obtient l'affiliation à l’American Association for the Advancement of Science.

## Ses recherches
J.B Rhine développa l'idée de Charles Richet consistant à utiliser des tests statistiques afin d'étudier les perceptions extra-sensorielles dans un cadre scientifique. Pour ce faire, il utilisa en particulier les cartes de Zener. Dans les domaines des perceptions extra-sensorielles et de la psychokinèse, Rhine a présenté des résultats statistiquement significatifs.
Plusieurs équipes de psychologues ont depuis tenté de reproduire les résultats de Rhine. Certaines d'entre elles y sont parvenues, d'autres non, ce qui ne permet pas de confirmer l'existence des effets observés par Rhine.[réf. nécessaire]

## Critiques de ses recherches
Les recherches de J.B. Rhine sont pratiquement aussi célèbres que leurs critiques. Si l'intégrité personnelle, la bonne foi et la compétence en statistique de Rhine sont rarement mises en doute, ses protocoles expérimentaux ont donné lieu à de nombreuses critiques. Si l'ensemble des résultats des travaux de Rhine ont mis en évidence des effets significatifs sur le plan statistique, que ce soit dans le domaine des PES ou de la psychokinèse, la difficulté à reproduire ces résultats et le manque de rigueur expérimentale de Rhine les rend suspects pour de nombreux scientifiques. De plus, au fur et à mesure que ces protocoles ont été modifiés afin d'améliorer leur rigueur, les effets mesurés ont tendu à diminuer et à devenir non significatifs.[réf. nécessaire]
Ces revers ont conduit Rhine à postuler des effets non démontrés, comme l'« effet expérimentateur » (la présence d'un observateur sceptique fait disparaître les phénomènes) ou l'« effet distance » (l'amplitude des phénomènes ne diminue pas avec la distance, ce qui viole la loi de conservation de l'énergie).
Par ailleurs, lorsque des tricheries avérées se sont produites dans son laboratoire, Rhine a toujours refusé de révéler les noms des tricheurs, qui ont ainsi pu publier leurs « recherches » ultérieures sans être inquiétés. Les seuls tricheurs connus sont James D. MacFarland et Walter Levy ; selon Martin Gardner les archives de Rhine font peser de forts soupçons pour Hubert Pearce.

## Sélection de publications de Rhine
- Rhine, J. B. (1934). Extra-sensory perception. Boston: Boston Society for Psychic Research.
- Rhine, J. B. (1937). New Frontiers of the Mind. New York: Farrar & Rinehart.
- Rhine, J. B. (1941). Terminal salience in ESP performance. Journal of Parapsychology, 5, 183—244.
- Rhine, J. B. (1946a). Hypnotic suggestion in PK tests. Journal of Parapsychology, 10, 126—40.
- Rhine, J. B. (1946b). The psychokinetic effect: a review. Journal of Parapsychology, 10, 5—20.
- Rhine, J. B. (1947) . The Reach of the Mind. New York: William Sloane.
- Rhine, J. B. (1947a). Pierre Janet’s contribution to parapsychology.
- Rhine, J. B. and Pratt, J. G. (1957). Parapsychology: Frontier Science of the Mind. Springfield, Illinois: Charles Thomas.
- Rhine, J. B. and Pratt, J. G. (1961). A reply to the Hansel critique of the Pearce-Pratt series. Journal of Parapsychology, 25, 92—8.
- Rhine, J. B., Pratt, J. G., Stuart, C. E., Smith, B. M. and Greenwood, J. A. (1966). Extra-sensory Perception after Sixty Years. Boston: Bruce Humphries. (Original work published 1940.)
- Rhine, J. B., Smith, B. M. and Woodruff, J. L. (1938). Experiments bearing on the precognition hypothesis: II. The role of ESP in the shuffling of cards. Journal of Parapsychology, 2, 119—31.
- Rhine, J. B. (1947b). The Reach of the Mind. New York: Sloane. Traduit en français et préfacé par René Sudre sous le titre La double puissance de l'esprit, Paris, Payot, 1953.
- Rhine, J. B. (1948). The value of reports of spontaneous psi experiences. Journal of Parapsychology, 12, 231—5.
- Rhine, J. B. (1953). New World of the Mind. New York, NY, US: William Sloane. Traduit en français et préfacé par Albert COLNAT sous le titre Le nouveau monde de l'esprit, Paris, Adrien Maisonneuve, 1955.
- Rhine, J. B. (1954). The science of nonphysical nature. The Journal of Philosophy, 51, 801—10.
- Rhine, J. B. (1969). Position effects in psi test results. Journal of Parapsychology, 33, 136—57.
- Rhine, J. B. (1972). Parapsychology and man. Journal of Parapsychology, 36, 101—21.
- Rhine, J. B. (1973). Extrasensory Perception (rev. edn). Boston: Bruce Humphries. (Original work published 1934.)
- Rhine, J. B. (1974). Comments: a new case of experimenter unreliability. Journal of Parapsychology, 38, 215—25.
- Rhine, J. B. (1977). History of experimental studies. HB (p. 25—47).
- Rhine, J. B. and associates (1965). Parapsychology from Duke to FRNM. Durham, North Carolina: Parapsychology Press.
- Rhine, J. B. and Feather, S. R. (1962). The study of cases of psi-trailing in animals. Journal of Parapsychology, 26, 1—22.
- Rhine, J. B. and Humphrey, B. M. (1944a). The PK effect: special evidence from hit patterns. I. Quarter distributions of the page. Journal of Parapsychology, 8, 18—60.
- Rhine, J. B. and Humphrey, B. M. (1944b). The PK effect: special evidence from hit patterns. II. Quarter distributions of the set. Journal of Parapsychology, 8, 254—71.
- Rhine, J. B., Humphrey, B. M. and Pratt, J. G. (1945). The PK effect: special evidence from hit patterns. III. Quarter distributions of the half-set. Journal of Parapsychology, 9, 150—68.
- Rhine, J. B. and Pratt, J. G. (1954). A review of the Pearce-Pratt distance series of ESP tests. Journal of Parapsychology, 18, 165—77.

- Louisa RHINE
- Rhine, L. E. (1951). Conviction and associated conditions in spontaneous cases. Journal of Parapsychology, 15, 164—91.
- Rhine, L. E. (1957). Hallucinatory psi experiences: III. The intention of the agent and the dramatizing tendency of the percipient. Journal of Parapsychology, 21, 186—226.
- Rhine, L. E. (1962). Psychological processes in ESP experiences. Part I. Waking experiences. Journal of Parapsychology, 26, 88—ill.
- Rhine, L. E. (1965). Hidden Channels of the Mind. New York: William Morrow. Traduction française : Les Voies secrètes de l'esprit, Rombaldi, 1979.
- Rhine, L. E. (1967). ESP in Life and Lab. New York: Macmillan. (Paper, New York: Collier, 1969.)
- Rhine, L. E. (1969). Case study review. Journal of Parapsychology, 33, 228—66.
- Rhine, L. E. (1970). Mind over Matter. New York: Macmillan.
- Rhine, L. E. (1975). Psi: What is it ?. Traduction française : Initiation à la parapsychologie, France Loisirs, 1978.
- Rhine, L. E. (1981). The Invisible Picture. Jefferson, North Carolina: McFarland.
- Rhine, L. E. and Rhine, J. B. (1943). The psychokinetic effect: I. The first experiment. Journal of Parapsychology, 7, 20—43.Journal of Parapsychology, 11, 155—9.